# Стуре
Сту́ре (швед. Sture) — четыре дворянских рода в Швеции, существовавших в XIV—XVII вв.
Наиболее известны в истории два рода Стуре, так называемые Старший и Младший.
Родоначальником Старшего был рыцарь Амунд Стуре (1310—1361). Внук его, Альгот Магнуссон Стуре (ум. в 1427), участвовал в призвании на трон Швеции датской королевы Маргариты. Внук Альгота Стуре, Густав Анундсон Стуре (1410—1444), женился на сводной сестре Карла VIII Кнутсона. Сын их Стен Стуре Старший стал ожесточённым противником унии Швеции с Данией, после смерти Карла VIII в 1470 году был избран регентом Швеции. С его смертью в 1503 году старший род Стуре угас.
Младший род Стуре, называвший себя позже родом «День и Ночь» (швед. Natt och Dag‎), ведёт своё происхождение от Нильса Стуре (швед. Nils Bosson (Sture)‎; 1426—1494), матерью которого была Katarina Svensdotter Sture. Породнившись женитьбой с Карлом Кнутсоном, в 1466 году поднял далекарлийцев против архиепископа Бенгтсона и тем помог Карлу в третий раз занять трон Швеции. Впоследствии Нильс Стуре был одним из главных сторонников Стена Стуре Старшего и решил исход сражения под Брункебергом, когда были разбиты войска датского короля Кристиана I. Его сын Сванте Нильсон Стуре (ок. 1460—1512) — регент Швеции в эпоху распада Кальмарской унии, с 21 января 1504 года.
После его смерти регентом был избран его сын Стен Стуре Младший (ок. 1492—1520).
- Его старший сын, Нильс Стуре (1513—1527), попал в руки немецкого дворянина Берндта фон Мелена, воспользовавшегося его именем для поднятия мятежа против Густава I.
- Второй сын, Сванте Стуре (1517—1567), воспитывался в Германии, где его также подбивали поднять восстание против короля Густава I, но он остался верен королю, который пожаловал ему первый в Швеции графский титул и сделал его своим «тайным советником». Такой же милостью пользовался он и в первые годы царствования короля Эрика, но затем король заподозрил в измене его сына, Нильса Стуре, а затем и самого Сванте Стуре. Последнего заключили в тюрьму и там умертвили, так же как и двух сыновей, Нильса и Эрика («Стурское убийство», швед. Sturemorden‎).
- Третий сын, контр-адмирал Стен Свантессон Стуре (1544—1565), погиб в сражении с датчанами под Борнгольмом.

Младший род Стуре угас в 1616 году.